# Респондент
Респондент (від лат. respondere — відповідати, реагувати) — це особа, яка реагує на щось у різних сферах.

## Соціологія
Респондент у соціології  — учасник інтерв'ю, соціологічного опитування, або психологічних тестів. Особа, яка відповідає на запитання інтерв'юера, кореспондента або анкети. Людина, яка виступає в ролі джерела первинної інформації про явища і процеси, котрі досліджуються..
Термін «респондент» також означає людину, що бере участь в електронних голосуваннях та конкурсах у ролі виборця.

## Психологія
Респондент — це позначення інтервюованого або опитуваного в дослідженні. Реактивна поведінка відноситься до автоматичних реакцій, які відбуваються незалежно від свідомого контролю, на відміну від оперантної поведінки.

## Право
В ході судового процесу респондент — це термін для відповідача, особливо в англомовних країнах.

## Захист наукової праці
У середні віки та в новітні часи респондентом була особа, яка підтримувала тезу наукової роботи в диспуті. З запереченням тези виступав опонент, який представляв контртезу. В наукових роботах (дисертаціях) у 17—18 ст У 19 столітті респондент часто писав відгук на наукову роботу на замовлення університету/провідної наукової установи.
У логічних суперечках відбувався діалог між пропонентом, який обґрунтовував певну позицію, та респондентом, який давав на неї критичну відповідь.